# اسپاگتی فیلیپینی
اسپاگتی فیلیپینی اقتباسی فیلیپینی از اسپاگتی ایتالیایی با سس بولونی است. این سس کاملاً شیرین دارد که معمولاً از سس گوجه فرنگی شیرین شده با شکر قهوه ای یا کچاپ موز تهیه می‌شود. معمولاً روی آن هات داگ برش خورده یا سوسیس دودی لانگگانیسا، جینیلینگ (گوشت چرخ کرده) و پنیر رنده شده می‌ریزند. در غذاهای فیلیپینی به عنوان یک غذای راحت در نظر گرفته می‌شود. معمولاً تقریباً در هر مناسبت خاصی، به ویژه در روز تولد کودکان سرو می‌شود.

## ریشه
اعتقاد بر این است که قدمت این ظرف به دوره بین دهه ۱۹۴۰ و ۱۹۶۰ بازمی‌گردد. در طول دوره مشترک المنافع آمریکا، کمبود ذخایر گوجه فرنگی در جنگ جهانی دوم باعث توسعه محلی کچاپ موز شد. اسپاگتی با سس بولونی توسط آمریکایی‌ها معرفی شد و به گونه ای بهینه‌سازی شد که با تمایل محلی فیلیپینی به غذاهای شیرین سازگار باشد.

## شرح

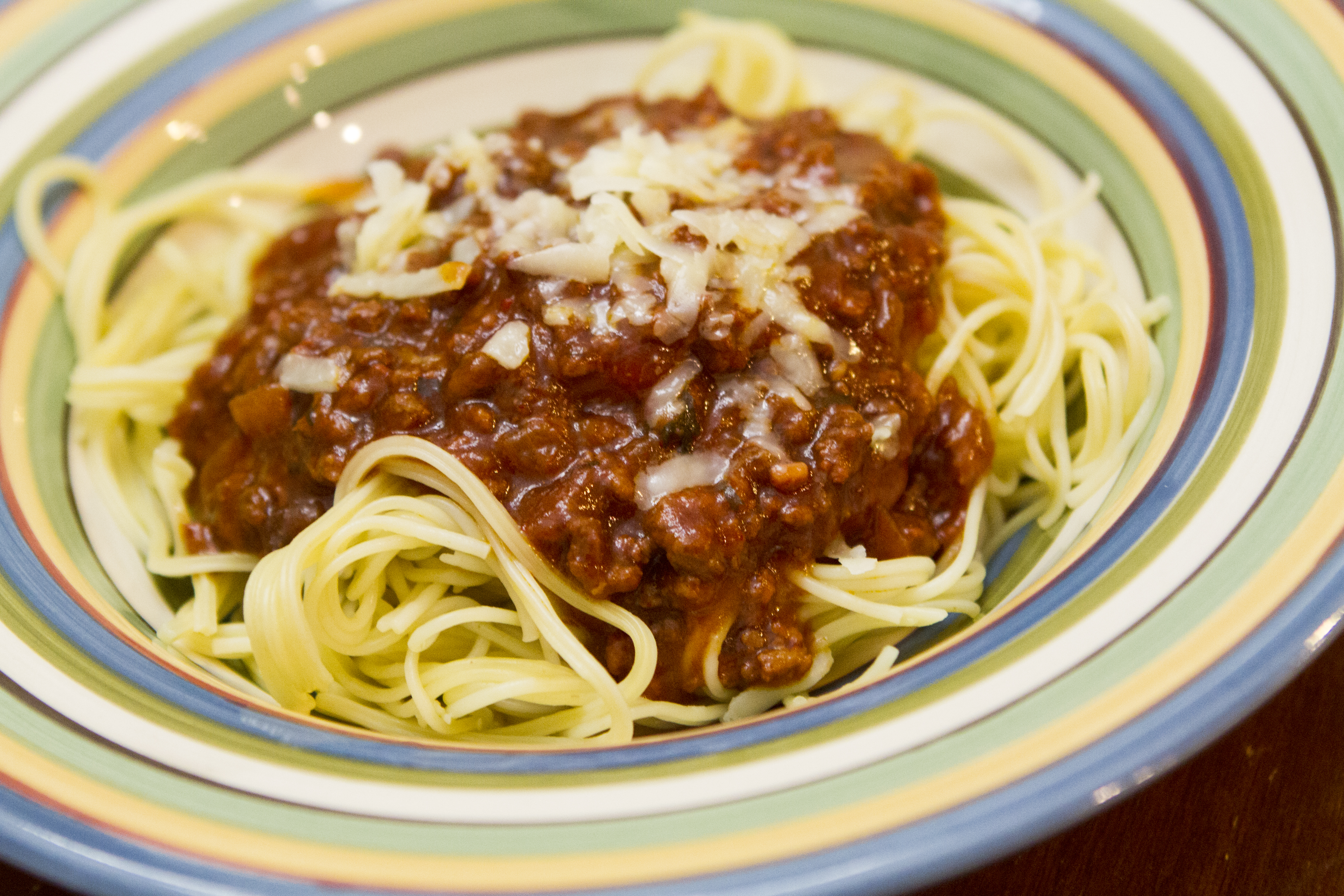
اسپاگتی فیلیپینی با جینینگ و پنیر رنده شده

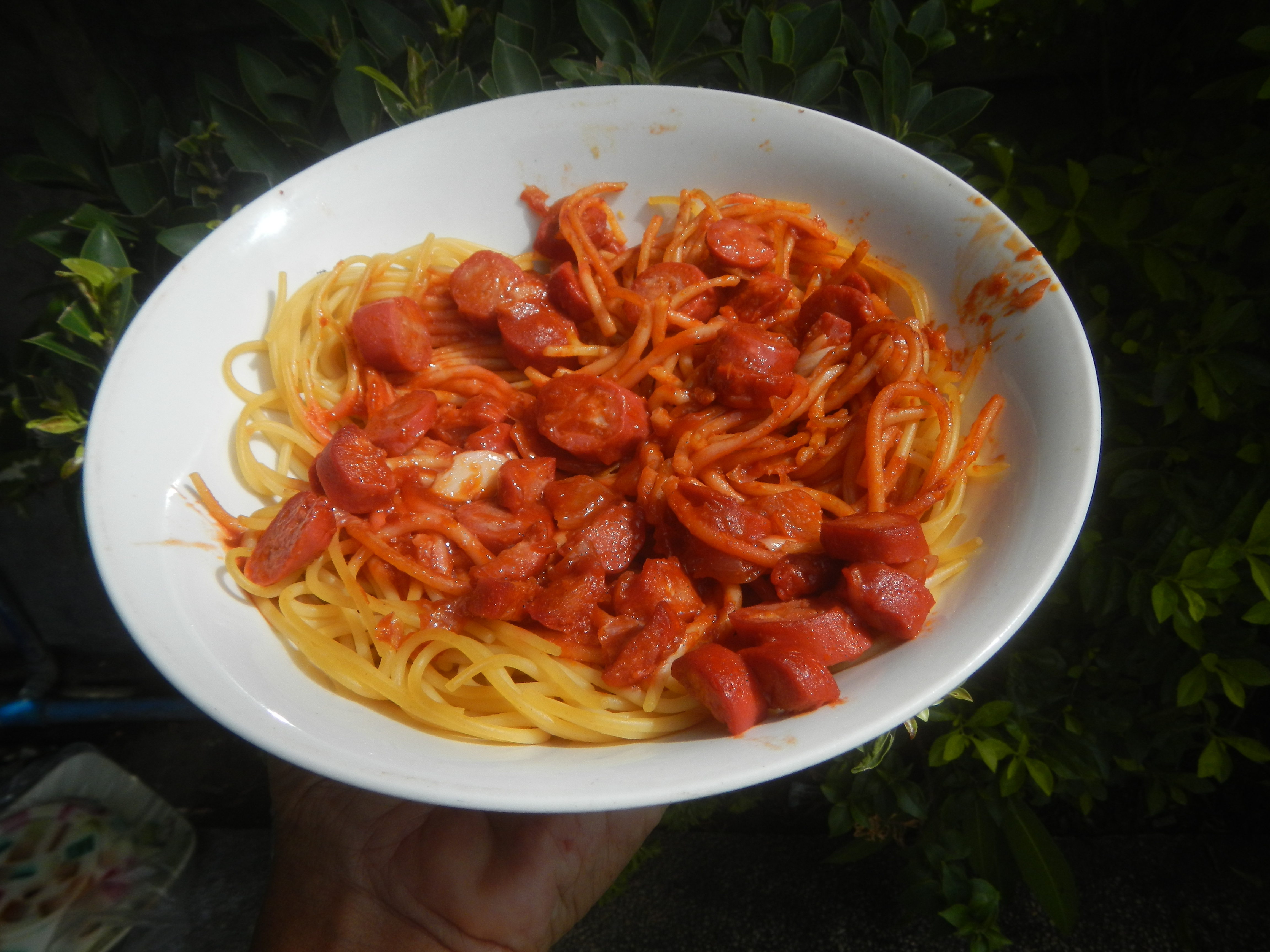
اسپاگتی فیلیپینی با تکه‌های هات داگ.

تهیه اسپاگتی فیلیپینی نسبتاً ارزان و آسان است که بخشی از دلیل محبوبیت آن است. ابتدا سیر و پیاز خرد شده را در تابه بزرگی با روغن تفت می‌دهیم تا کاراملی شوند. جینیلینگ (گوشت چرخ کرده) را اضافه می‌کنیم و می‌پزیم تا قهوه ای شود. سپس هات داگ‌های برش داده شده اضافه می‌شوند، اگرچه می‌توان آن را با گوشت‌های فرآوری شده دیگر مانند سوسیس دودی لانگگانیسا، ژامبون، سوسیس وین، کوفته، کالباس، اسپم یا گوشت گاو ذرت جایگزین کرد. قبل از ریختن مخلوط سس و رب گوجه فرنگی در تابه، چند دقیقه دیگر پخته می‌شود. آب گوشت گاو، سوپ قارچ، یا شیر تبخیر شده نیز ممکن است اضافه شود. این را با کمی سس کچاپ موزی یا شکر قهوه ای شیرین کرده و با نمک و فلفل سیاه مزه دار می‌شود. سایر شیرین کننده‌های رایج عبارتند از شیر تغلیظ شده، شربت یا حتی نوشابه های گازدار. آنقدر می‌جوشانند تا به غلظت مناسب برسد. برخی از افراد از سس اسپاگتی خریداری شده در فروشگاه به عنوان پایه ای برای راحتی استفاده می‌کنند که در فیلیپین ممکن است در طعم‌های فیلیپینی فروخته شود.
رشته فرنگی پاستا اسپاگتی تقریباً همیشه در فروشگاه خریداری می‌شود. آنها معمولاً به اندازه ای پخته می‌شوند که آل دنته آن‌ها کاملاً هماهنگ باشد. ممکن است آنها را مستقیماً به سس اضافه کرده و از قبل مخلوط کرده یا به‌طور جداگانه با مقدار زیادی سس که روی آنها ریخته شده سرو شود. پنیر رنده شده یا مکعبی (معمولا چدار) قبل از سرو اضافه می‌شود، اگرچه گاهی پنیر در سس دم کرده یا روی پاستا ذوب می‌شود.
مواد دیگری که ممکن است به سس اضافه شود شامل فلفل دلمه ای قرمز و سبز و هویج ریز خرد شده‌است.

## اهمیت فرهنگی

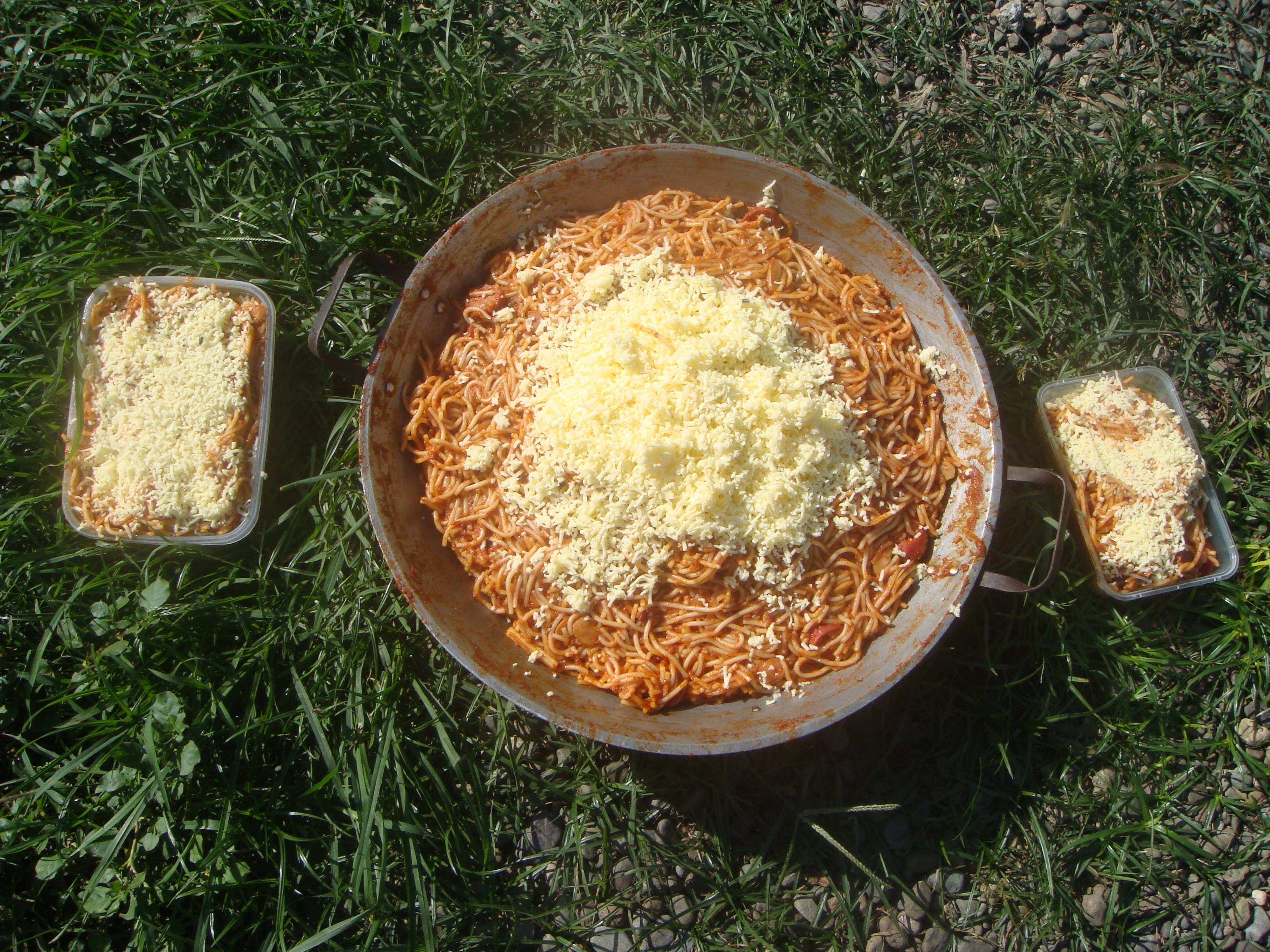
اسپاگتی فیلیپینی

اسپاگتی فیلیپینی اهمیت فرهنگی زیادی برای فیلیپینی‌ها به عنوان یک غذای راحت دارد. تقریباً همیشه در مناسبت‌های خاص، به ویژه در روز تولد کودکان سرو می‌شود. به این ترتیب، بیشتر فیلیپینی‌ها علاقه‌ای نوستالژیک به این غذا دارند.
اسپاگتی فیلیپینی یک پیشنهاد منحصر به فرد از فست فودهای زنجیره ای در فیلیپین است. این بخشی از منوی منظم شعب فیلیپین جالیبی، مک‌دونالد، و ک اف سی و سایر موارد است.